# Wołkołatka
Wołkołatka (biał. Ваўкалатка; ros. Волколатка) – wieś na Białorusi, w obwodzie mińskim, w rejonie wilejskim, w sielsowiecie Dołhinów.

## Historia
W czasach zaborów w granicach Imperium Rosyjskiego.
W latach 1921–1945 wieś leżała w Polsce, w województwie nowogródzkim (od 1926 w województwie wileńskim), w powiecie duniłowickim (od 1926 w powiecie wilejskim), w gminie Budsław.
Według Powszechnego Spisu Ludności z 1921 roku zamieszkiwało tu 241 osób, 213 było wyznania rzymskokatolickiego, a 28 prawosławnego. Jednocześnie 184 mieszkańców zadeklarowało polską przynależność narodową, a 57 białoruską. Było tu 50 budynków mieszkalnych. W 1931 w 57 domach zamieszkiwały 274 osoby.
Miejscowość należała do parafii rzymskokatolickiej w Budsławiu i prawosławnej w Dołhinowie. Podlegała pod Sąd Grodzki w Krzywiczach i Okręgowy w Wilnie; właściwy urząd pocztowy mieścił się w Budsławiu.
W 1940 władze sowieckie utworzyły sielsowiet Wołkołatka. Miejscowość do 1973 była siedzibą władz sieslowietu.